# 역경하경 삼십사괘 목록
역경하경 삼십사괘 목록에서는 「역경」에 기재된 육십사괘 중 하경에 있는 삼십사괘를 총람한다. 상경의 삼십사괘에 대해서는 역경상경 삼십괘 목록을 참조.